# Zorocrates
Zorocrates is een geslacht van spinnen uit de familie Zoropsidae.

## Soorten
- Zorocrates aemulus Gertsch, 1935
- Zorocrates alternatus Gertsch & Davis, 1936
- Zorocrates apulco Platnick & Ubick, 2007
- Zorocrates badius Simon, 1895
- Zorocrates blas Platnick & Ubick, 2007
- Zorocrates bosencheve Platnick & Ubick, 2007
- Zorocrates chamela Platnick & Ubick, 2007
- Zorocrates chamula >Platnick & Ubick, 2007
- Zorocrates chiapa Platnick & Ubick, 2007
- Zorocrates colima Platnick & Ubick, 2007
- Zorocrates contreras Platnick & Ubick, 2007
- Zorocrates fuscus Simon, 1888
- Zorocrates gnaphosoides (O. P.-Cambridge, 1892)
  - = Satricum gnaphosoides O. Pickard-Cambridge, 11892
  - = Zorocrates petersi Kraus, 11955
- Zorocrates guerrerensis Gertsch & Davis, 1940
- Zorocrates huatusco Platnick & Ubick, 2007
- Zorocrates karli Gertsch & Riechert, 1976
- Zorocrates mistus O. P.-Cambridge, 1896
- Zorocrates mordax (O. P.-Cambridge, 1898)
  - = Rubrius mordax O. Pickard-Cambridge, 1898
- Zorocrates nochix Platnick & Ubick, 2007
- Zorocrates oaxaca Platnick & Ubick, 2007
- Zorocrates ocampo Platnick & Ubick, 2007
- Zorocrates pictus Simon, 1895
- Zorocrates pie Platnick & Ubick, 2007
- Zorocrates potosi Platnick & Ubick, 2007
- Zorocrates soledad Platnick & Ubick, 2007
- Zorocrates sotano Platnick & Ubick, 2007
- Zorocrates tequila Platnick & Ubick, 2007
- Zorocrates terrell Platnick & Ubick, 2007
- Zorocrates unicolor (Banks, 1901)
  - = Chemmis unicolor Banks, 1901
  - = Zorocrates isolatus Gertsch & Davis, 1936
  - = Anachemmis unicolor Roewer, 1955
- Zorocrates xilitla Platnick & Ubick, 2007
- Zorocrates yolo Platnick & Ubick, 2007